# Northrop N-3PB Nomad
Northrop N-3PB Nomad là một loại thủy phi cơ của Hoa Kỳ vào thập niên 1940. Northrop phát triển N-3PB để xuất khẩu dựa trên thiết kế của Northrop A-17. Tổng cộng Na Uy mua 24 chiếc, nhưng chỉ được giao cho lực lượng Na Uy lưu vong vào năm 1941 ở Iceland.

## Quốc gia sử dụng
Na Uy
- Không quân Hải quân Hoàng gia Na Uy

## Tính năng kỹ chiến thuật (N-3PB)

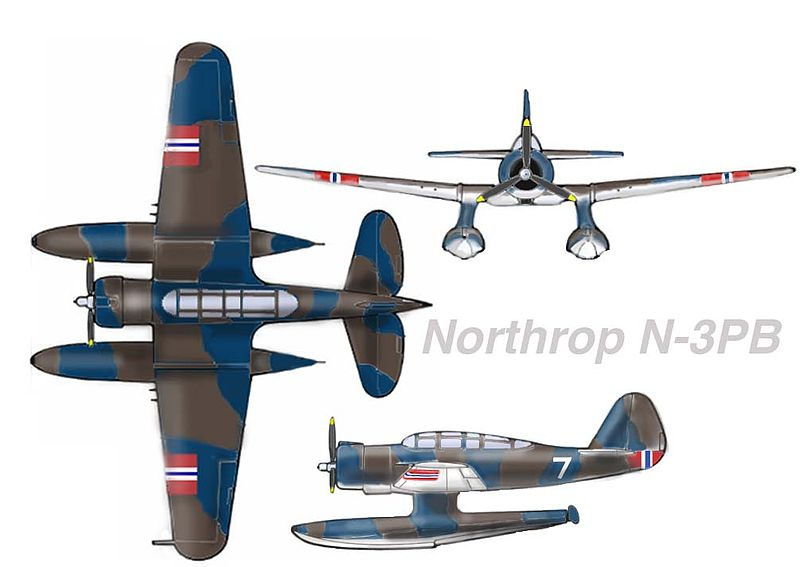
Northrop N-3PB sơn màu "Little Norway", 1941

Dữ liệu lấy từ War Planes of the Second World War: Volume Six Floatplanes, The Encyclopedia of Weapons of World War II

### Đặc điểm riêng
- Tổ lái: 3
- Chiều dài: 36 ft 0 in (10,98 m)
- Sải cánh: 48 ft 11 in (14,91 m)
- Chiều cao: 12 ft 0 in (3,66 m)
- Diện tích cánh: 376,8 ft² (35 m²)
- Trọng lượng rỗng: 6.190 lb (2.814 kg)
- Trọng lượng có tải: 8.500 lb (3.864 kg)
- Trọng lượng cất cánh tối đa: 10.600 lb (4.818 kg)
- Động cơ: 1 × Wright GR-1820-G205A, 1.200 hp (825 kW)

### Hiệu suất bay
- Vận tốc cực đại: 223 knot (257 mph, 414 km/h)
- Vận tốc hành trình: 160 knot (184 mph, 296 km/h)
- Tầm bay: 870 nm (1.000 mi, 1.610 km)
- Trần bay: 24.000 ft (7.320 m)

### Vũ khí
- Súng:
  - 4 súng máy 12,7 mm
  - 2 súng máy.30 cal
- Bom: 1 ngư lôi 2.000 lb hoặc bom và bom chống tàu ngầm